# Thomas Gisborne
Thomas Gisborne (31 octobre 1758 - 24 mars 1846) est un théologien anglican, un prêtre et un poète. Il est membre de la secte de Clapham, qui combat pour l'abolition de l'esclavage en Angleterre.

## Separate spheresdans l'œuvre de Thomas Gisborne
Parmi ses œuvres, l'une des plus notoires est An Enquiry into the Duties of the Female Sex, de 1797. Cet ouvrage fait suite à son pendant, An Enquiry Into the Duties of Men in the Higher and Middle Classes of Society in Great Britain, de 1794.
Les deux ouvrages développent des idées qui correspondent à ce qu'on a appelé plus tard la théorie des separate spheres, c'est-à-dire les domaines réservés de l'homme et de la femme : l'homme est responsable de la loi, de la politique, du gouvernement, des études approfondies, de la philosophie, de la navigation et de la guerre, qui tous « nécessitent les efforts d'un esprit doté des pouvoirs d'une raison à la fois précise et large, et une application intense et soutenue », et qu'il vaut par conséquent mieux laisser à l'homme.
Le maître de maison, dit Thomas Gisborne, ne doit « pas assister au spectacle sauvage des combats de coqs et des matches de boxe ; ni se lancer dans les activités ruineuses et la société infâme des courses et des tables de jeux. » Au lieu de cela, il a la responsabilité de la santé morale et de l'éducation de sa femme et de ses enfants ; il doit « se joindre au cercle de famille lors des lectures du soir, l'hiver, de morceaux choisis d'histoire, de poésie ou d'autres branches de la littérature élégantes et élevant l'esprit. »
Quant aux femmes, leur domaine est la maison, la sphère domestique. Cependant, Thomas Gisborne est partisan de ce que les femmes ne dissimulent pas leurs capacités intellectuelles, et de ce que les parents n'imposent jamais le mariage à leurs filles.